# Diplomado
Die Diplomatura bezeichnet in Spanien einen staatlichen Grad, Título oficial  mit einer Dauer von 3 Jahren, in einem Studienabschnitt.
Die Diplomatura steht in etwa auf einer Stufe mit Bachelor.
In lateinamerikanischen Ländern wird dieser Titel uneinheitlich gehandhabt und wird nach 3 bis 6 Jahren Studiums verliehen, manchmal als postgraduierter Abschluss im Sinne einer Spezialisierung. 
Die Abkürzung für den Namenszusatz lautet Dip. bzw. Dipl. oder Ddo. / Dda. (für diplomado / -da).